# Hernán Ruiz de Villegas
Hernán (ook wel Fernando, Fernán of - in het Nederlands - Ferdinand) Ruiz de Villegas (1510 - ca. 1572) was een Spaans dichter die in het Latijn schreef.

## Leven
Hij werd geboren in Burgos en studeerde letteren in Parijs en Leuven, waar hij een leerling van Juan Luis Vives en een vriend van Guillaume Budé werd. Nadat hij naar zijn vaderland teruggekeerd was, werd hij commandeur van de Orde van Santiago, corregidor van Burgos en ten slotte corregidor van Córdoba, tussen 1569 en 1571.

## Werk
Zijn werk, dat lange tijd verloren gewaand werd, werd per ongeluk ontdekt door de achttiende-eeuwse humanist en Vives-bewonderaar Manuel Martí. Toen Martí een boek zocht in de bibliotheek van de markies van Villatorcas, ontdekte hij een handschrift van De Villegas' gedichten. In 1734 gaf hij De Villegas' werk te Venetië uit onder te titel Ferdinandi Ruizii Villegatis Burgensis, quae exstant Opera; Emmanuelis Martini Alonensis Decani, studio emendata et ad fidem Casteluiniani Codicis Correcta a Bernardo Andrea Lama, iterum recognita ac recensita, nunc primum prodeunt iussu excellentissimi Domini J. Basilii a Castelvi.
De zeventiende-eeuwse biograaf Nicolás Antonio schreef een korte levensbeschrijving van De Villegas onder de naam Rodericus Fernández de Villegas.
- Biblioteca Nacional de España: XX5274404
- International Standard Name Identifier: 0000 0003 9259 6499
- Nederlandse Thesaurus van Auteursnamen: 121516873
- Virtual International Authority File: 286681498
- WorldCat: E39PBJvd8Gw4MXbMD4dthDp3wC